# 新聞挖挖哇
新聞挖挖哇（しんぶんくわくわくわ）は2002年に放送を開始した台湾の時事討論テレビ番組である。間違われて新聞哇哇哇や新聞挖挖挖とも呼ばれることがある。

## 概要
2010年からはJET総合台チャンネルで放送され、鄭弘儀と于美人が司会を務める。討論の主題は多岐にわたり政治、経済、事件、台湾の歴史、宗教、民族、社会、法律などの問題をゲストと共に議論する。